# Temporada de tempestades de vento na Europa de 2022-2023
A temporada de tempestades de vento e chuva na Europa de 2022–2023 é oitava temporada de nomeação sazonal de tempestades de vento na Europa. Desde o ano passado o grupo dos países do sudoeste da Europa nomeia também as tempestades de chuvas extremas. Os nomes são atribuídos a sistemas que originem um aviso de vento de nível laranja ou vermelho (a partir de 91 km/h) no sistema internacional de avisos meteorológicos (Meteoalarm).
A temporada teve início em 1 de setembro de 2022  e terminará em 31 de agosto de 2023.  

## Os grupos
Europa Central: Alemanha, Áustria, Suíça, Polônia, Eslováquia, Hungria
Mediterrâneo Central: Itália, Eslovênia, Croácia, Macedônia do Norte, Montenegro, Malta
Norte: Noruega, Suécia, Dinamarca
Oeste (noroeste): Irlanda, Reino Unido, Países Baixos
Sudoeste: França, Espanha, Portugal, Bélgica, Luxemburgo 
Sul: Grécia, Chipre, Israel

## Nomeclatura

### Países do Noroeste (Reino Unido, Irlanda e Países Baixos)[3]
| - Antoni - Betty - Cillian - Daisy - Elliot - Fleur - Glen | - Hendrika - Íde - Johanna - Khalid - Loes - Mark - Nelly | - Owain - Priya - Ruadhán - Sam - Tobias - Val - Wouter |

### Países do Sudoeste (França, Espanha, Portugal, Bélgica, Luxemburgo)[4]
| - Armand - Béatrice - Claudio - Denise - Efraín - Fien - Gérard | - Hannelore - Isaack - Juliette - Kamiel - Larisa - Mathis - Noa | - Oscar - Patricia - Rafael - Sarah - Tiago - Valérie - Waid |
| --------------------------------------------------------------- | ---------------------------------------------------------------- | ------------------------------------------------------------ |

## Tempestades do Noroeste
Elliot: foi uma tempestade invernal que deu origem a um ciclone bomba extratropical, após a massa de ar polar ártica se encontrar com a massa mais quente no sul; chuvas, ventos e intensas nevascas entre o Canadá e dos Estados Unidos foram registradas, matando 71 pessoa; a cidade de Buffalo, Nova Iorque, foi uma das mais atingidas.
Leia o artigo Tempestade de inverno Elliot

## Tempestades do Sudoeste
Armand: foi a primeira grande tempestade da temporada 2022-2023. A sua formação ocorreu no Atlântico Norte e foi nomeada pelo IPMA (Instituto Meteorológico Português do Mar e da Atmosfera) no dia 19 de outubro de 2022 às 02:00 UTC pelas intensas rajadas de vento, notáveis acumulações de precipitação e eventos costeiros. sobre Portugal a partir das 03:00 UTC. Na Espanha provocou alguns impactos, sendo de destacar as fortes rajadas de vento nas zonas altas do norte da península e zonas baixas do mar Cantábrico oriental, bem como o mau estado do mar na Galiza. Acumulações significativas de precipitação também ocorreram em áreas ocidentais do Sistema Central e áreas centrais dos Pirenéus; 
Beatrice: foi a segunda grande tempestade da temporada 2022-2023. A sua formação ocorreu no Atlântico Norte e foi nomeada pela AEMET no dia 21 de outubro de 2022 pelas 23:00 UTC devido às intensas rajadas de vento e aos fenómenos costeiros esperados sobre o território peninsular. O aparecimento da tempestade Béatrice ocorreu quase simultaneamente com o desaparecimento da tempestade Armand. Os impactos mais notáveis ocorreram nos dias 22 e 23 devido às intensas rajadas de vento observadas em zonas da Estremadura, zona ocidental da Galiza, bem como em pontos montanhosos da metade norte e quadrante noroeste. Registaram-se também acumulações de precipitação notáveis em pontos da Galiza, bem como precipitações de certa intensidade em zonas da Estremadura no dia 22 de outubro de 2022; 
Claudio: nomeada em 31 de outubro pela Météo-France às 5:00 UTC, a sua nomeação foi motivada pelas fortes rajadas de vento previstas sobre o território francês, nas províncias da Bretanha e da Normandia, entre a tarde do dia 31 de outubro e a manhã do dia 1 de novembro. Na Espanha, apenas no Cantábrico, em toda a sua costa e nas zonas mais altas, a influência do temporal se fez sentir de forma mais significativa; 
Denise: foi nomeada em 20 de novembro pela AEMET às 21:00 UTC e foi a primeira tempestade nomeada da temporada cuja formação ocorreu no Mediterrâneo ocidental. A nomeação da tempestade foi motivada pelas fortes rajadas de vento previstas para a tarde do dia 21 sobre o arquipélago das Baleares e zonas altas do interior peninsular espanhol. Entre outros avisos, foi também alertado para a ocorrência de queda de neve, principalmente na zona central da serra dos Pirenéus; 
Efrain: foi nomeada no dia 9 de dezembro pelo IPMA (Instituto Português de Meteorologia do Mar e da Atmosfera) às 11:00 UTC como consequência dos ventos intensos, fenómenos costeiros e acumulações significativas de precipitação esperadas. Desde o início da época 2022/2023, é a tempestade mais duradoura e com maior número de impactos na Península Ibérica;  
Fien: foi nomeada pelo AEMET em 14 de janeiro às 11:30 UTC.  Causou ventos intensos, fenômenos costeiros, chuvas e queda de neve, principalmente em áreas do norte da Espanha. A atuação deste sistema aconteceu, praticamente, junto com outro, Gerard (abaixo), com o AEMET explicando que, de fato, Fien apareceu depois de Gerard, mas sua nomeação foi feita antes; 
Gerard: foi nomeada pelo MéteoFrance em 15 de janeiro de 2023, às 10 UTC, como consequência dos ventos intensos previstos na França, principalmente a partir das 22h00 UTC do dia 15. Segundo o portal especializado Accu Weather, a "tempestade Gerard atingiu a França com ventos com força de furacão" . Houve rajadas de 98 mph (158 km/h) na noite de domingo na localidade de Pointe du Raz, em Finistère, na costa da Bretanha, e rajadas superiores a 113 km/h em várias outras áreas. O fenômeno obrigou a interrupção de voos e na manhã de segunda-feira cerca de 90 mil franceses chegaram a ficar sem luz. Chuvas intensas e nevascas também foram registradas no país;  

## Outros sistemas
Furacão Danielle: no dia 12 de setembro, os restos do furacão Danielle se aproximaram de Portugal e Espanha, que emitiram alertas para chuvas, granizo, ventos fortes (de mais de 70km/h) e agitação marítima;   